# داوید بلدا
داوید بلدا (اسپانیایی: David Belda‎؛ زادهٔ ۱۸ مارس ۱۹۸۳) دوچرخه‌سوار اهل اسپانیا است.
از باشگاه‌هایی که در آن رکاب زده‌است می‌توان به روت–آکروس اشاره کرد.